# Ла Верн, Люсиль
Люси́ль Ла Верн (англ. Lucille La Verne), урождённая — Люси́ль Лаве́рн Ми́тчем (англ. Lucille Laverne Mitchum; 7 ноября 1872, Нашвилл — 4 марта 1945, Калвер-Сити, Калифорния) — американская актриса, известная своими ролями в немом кино и в ранних цветных фильмах, а также её театральными выступлениями. Также известна озвучиванием первого диснеевского злодея, королевы Гримхильды в мультфильме Уолта Диснея «Белоснежка и семь гномов» (1937).

## Биография
Ла Верн родилась в Нашвилле, штат Теннесси, 7 ноября 1872 года. Она начала свою карьеру в детстве в местном летнем театре. В подростковом возрасте она выступала вместе с небольшими гастрольными театральными труппами. Когда ей было четырнадцать лет, она играла как Джульетту, так и Леди Макбет в одно время. Её способность играть любые роли быстро привлекла внимание более плодовитых театральных компаний, и в 1888 году она дебютировала на Бродвее. Затем Ла Верн была ведущей актрисой в ряде театральных сообществ США выступая с триумфом в Сан-Франциско, Бостоне и других городах. В конечном итоге она собственную театральную группу.
На нью-йоркской сцене Ла Верн была известна своим разнообразием и универсальностью. На Бродвее у неё были главные роли в таких постановках как «Хижина дяди Тома», «Семь дней» и «Вниз на восток». Она также была известна своими «чёрными» ролями. Наибольшего успеха она достигла в 1923 году, когда сыграла роль вдовы Кэггл в пьесе «Восход солнца». За время выступления на Бродвее, а также во время турне по США и Европе, Ла Верн дала более 3000 представлений. Помимо этого она работала на Бродвее как драматург и режиссёр. В конце 1920-х годов в течение короткого периода времени её именем был назван один из бродвейских театров.
В 1915 году актриса дебютировала на большом экране в фильме «Ночь» режиссёра Джеймса Янга. Она также сыграла небольшую роль в фильме «Сироты шторма», снятом Дэвидом У. Гриффитом. Её самая известная работа — голос королевы Гримхильды и её альтер эго, старой ведьмы, в мультфильме студии «Walt Disney Productions» 1937 года «Белоснежка и семь гномов».
В 1932 году Ла Верн серьёзно пострадала в автокатастрофе в Лос-Анджелесе. Пытаясь избежать разворачивающегося автомобиля, её машина врезалась в телефонный столб, и она вывихнула пять позвонков. В 1933 году актрисе впервые был диагностирован рак, она перенесла две операции. Рак вернулся вновь в 1937 году, после чего она ушла из карьеры и перенесла ещё множество хирургических операций. Рак вернулся в третий раз в январе 1945 года и два месяца спустя, 4 марта 1945 года актриса умерла в городе Калвер-Сити в возрасте 72 лет. Была похоронена на кладбище «Инглвуд-Парк». Она никогда не была замужем, детей не имела.